# سوت‌گوابر
سوت‌گَوابـِر روستایی است در استان گیلان در شمال ایران.
این روستا در دهستان توتکی، در بخش مرکزی شهرستان سیاهکل واقع شده‌است.
جمعیت این روستا ۲۵۱ نفر (۶۰ خانوار) است.
این روستا از روستاهای قدیمی منطقه بوده و دارای آثاری از قبور تاریخی و باستانی می‌باشد قدمت آن به پیش از اسلام بر می‌گردد.
مناظر طبیعی و پوشش‌های گیاهی زیبائی در این روستا مشاهده می‌شود. روستا دارای آب، برق، تلفن و خانه بهداشت و جاده آسفالته می‌باشد.

## جمعیت
سوتگوابر مطابق سرشماری سال ۱۳۸۷، دارای ۶۰ خانوار و ۲۵۶ نفر سکنه می‌باشد. با توجه به سرشماری سال ۱۳۸۵ که در آن تعداد خانوار ۲۵۱ نفر گزارش شده بود، بعد خانوار در این روستا طی دو سال گذشته از ۴/۲۷ به ۴/۱۸ کاهش یافته‌است.
البته قابل ذکر است که ساختار جمعیتی روستا را سالخوردگان تشگیل می‌دهند با وجود این تعداد خانوار طی این دو سال تغییری نکرده است، به گفته اهلی روستا جمعیت سوتگوابر طی چند سال گذشته در حال کاهش بوده‌است، که گمان می‌رود از مهمترین علل آن، بیکاری در روستا باشد. البته سرشماری سال ۱۳۸۹ باز نشانگر کاهش بعد خانوار می‌باشد که به عدد ۴ رسیده.